# Fred Hibbard
Fred Hibbard (née Fred Fischbach; Bucareste, 1894 – Los Angeles, 6 de janeiro de 1925) foi um diretor, roteirista e produtor romeno da era do cinema mudo. Ele dirigiu 104 filmes entre 1916 e 1925. Também escreveu os roteiros para 61 filmes entre 1918 e 1925.

## Filmografia selecionada
- Those Love Pangs (1914)
- Here Come the Girls (1918)